# Гогланд (галиот)
«Гогланд» — галиот Балтийского флота Российской Империи. Находился в составе флота с 1730 до 1743 год, в течение службы по большей части использовался в качестве транспортного судна и для обслуживания маяков Финского залива, принимал участие в действиях флота под Данцигом во время Войны за польское наследство, во время которых был захвачен французским флотом, но позже отбит и возвращен в состав российского флота. 5 (16) октября 1743 года разбился у Фридрихсгама во время шторма.

## Описание судна
Парусный двухмачтовый галиот с деревянным корпусом.

## История службы
Галиот «Гогланд» был заложен на стапеле Новоладожской верфи и после спуска на воду в 1730 году вошёл в состав Балтийского флота России.
В 1730 году использовался для перевозки грузов между портами Финского залива.
В кампанию 1731 года в составе кронштадтской эскадры кораблей Балтийского флота под общим командованием капитана 3-го ранга Югана Леймана совершил плавание в Киль за грузом лошадей, купленных для драбантского полка. Эскадра для плавания была сформирована по приказу Адмиралтейств-коллегии от 19 (30) мая 1731 года с фрегатом «Эсперанс» в качестве флагмана и, согласно следующему распоряжению от 24 мая (4 июня) 1731 года, ей было предписано с первым благоприятным ветром выйти в море. При этом фрегату предписывалось идти под военным флагом и вымпелом, а всем остальным судам под купеческими, однако с военными гюйсами и без вымпелов.
На все суда эскадры были погружены бочки для воды и c 26 мая (6 июня) по 29 мая (9 июня) они вышли на кронштадтский рейд. После чего 29 мая (9 июня) все корабли подняли торговые флаги, а флагманский фрегат — военный, и они начали лавировать и верповаться на запад. 9 (20) июня эскадра прошла Гогланд. 19 (30) июня в районе видимости острова Борнхольм все суда эскадры подняли кормовые флаги, однако позже в тот же день их спустили. 25 июня (6 июля) все суда эскадры подошли к входу в Кильскую бухту и встали на якоря. 27 июня (8 июля) эскадра снялась с якорей и корабли пошли в бухту, при этом на входе «Эсперанс» обменялся салютами с береговыми батареями.
2 (13) июля галиот ушёл из Киля в Любек для доставки оттуда в Киль провианта и 13 (24) июля вернулся с грузом провианта в Киль. 2 (13) августа в составе отряда под общим командованием капитан-лейтенанта Ларса Шевинга, состоявшего помимо галиота из двух линейных кораблей «Виктория» и «Девоншир», двух шмаков «Бобр» и «Де Бир-Драгер», вышел из Киля. 16 (27) августа отряд прибыл к Кронштадту и на следующий день 17 (28) августа все корабли отряда вошли в гавань.
В 1732 и 1733 годах вновь использовался для грузовых перевозок между портами Финского залива.
Во время Войны за польское наследство участвовал в действиях Балтийского флота под Данцигом в 1734 году. В мае того же года во время плавания под Данцигом у Пиллау был захвачен французским фрегатом и введен в Данцигский канал, однако уже в следующем месяце 18 (29) июня был отбит силами российской армии и флота и возвращен на русскую службу. 9 (20) сентября 1734 года с осадными орудиями на борту галиот покинул Данциг и 21 сентября (2 октября) вернулся в Кронштадт.
В кампании 1735 и 1736 годов перевозил грузы между Кронштадтом и Ревелем, а также использовался для снабжения маяков Финского залива. В 1736 и 1737 годах на галиоте также выполнялись работы по установке вех и осмотру маяков Финского залива. 
В сентябре 1743 года галиот был направлен в Стокгольм, однако в силу противных ветров был вынужден зайти в Биорке-зунд и далее следовал в шхерах. 5 (16) октября 1743 года в районе Фридрихсгама налетел на подводный риф и разбился.

## Командиры судна
Командирами галиота «Гогланд» в составе Российского императорского флота в разное время служили:
- Фридрихменов (1730 год);
- шкипер Янсен (до 1 (12) июля 1731 года)[15];
- унтер-лейтенант Ф. Лавров (с 1 (12) июля 1731 года)[15];
- унтер-лейтенант Пётр Прончищев (1732 год)[16];
- гардемарин Иван Митрофанович Спиридов (до июля 1734 года)[11];
- Ближевский (со 2 (13) сентября 1734 года);
- лейтенант майорского ранга Ян Фастинг (1735—1738 годы)[17];
- мичман Семён Львов (до 5 (16) октября 1743 года)[18].

### Комментарии
1. ↑  Эскадра состояла из 13 судов, включая фрегат «Эсперанс» (флагман), два переоборудованных линейных корабля «Виктория» и «Девоншир», гукор «Новый Кроншлот», два пакетбота «Ластка» и «Фортуна», два шмака «Бобр» и «Де Бир-Драгер», два галиота «Гогланд» и «Тонеин», три флейта «Голштиния», «Киль» и «Эзель»[5].
2. ↑  При этом командир галиота гардемарин Иван Митрофанович Спиридов оставался во французском плену в течение 3-х месяцев[11].